# Súdovce
Súdovce (in tedesco Sudowatz, in ungherese Szúd) è un comune della Slovacchia facente parte del distretto di Krupina, nella regione di Banská Bystrica.

## Storia
Il villaggio è citato per la prima volta nel 1244.